# Margaux Vigié
Margaux Vigie (Toulouse, 21 juli 1995) is een Frans wielrenster die sinds 2024 rijdt bij de Nederlandse wielerploeg Visma-Lease a Bike. In 2020 reed ze enkele maanden voor het Spaanse Cronos-Casa Dorada. Vanaf juli 2020 reed ze voor het Italiaanse Valcar-Travel & Service. In 2023 stapte ze over naar het Britse Lifeplus Wahoo. In juli 2024 won ze met Visma-Lease a Bike de ploegentijdrit in de Princess Anna Vasa Tour in Polen.

## Overwinningen

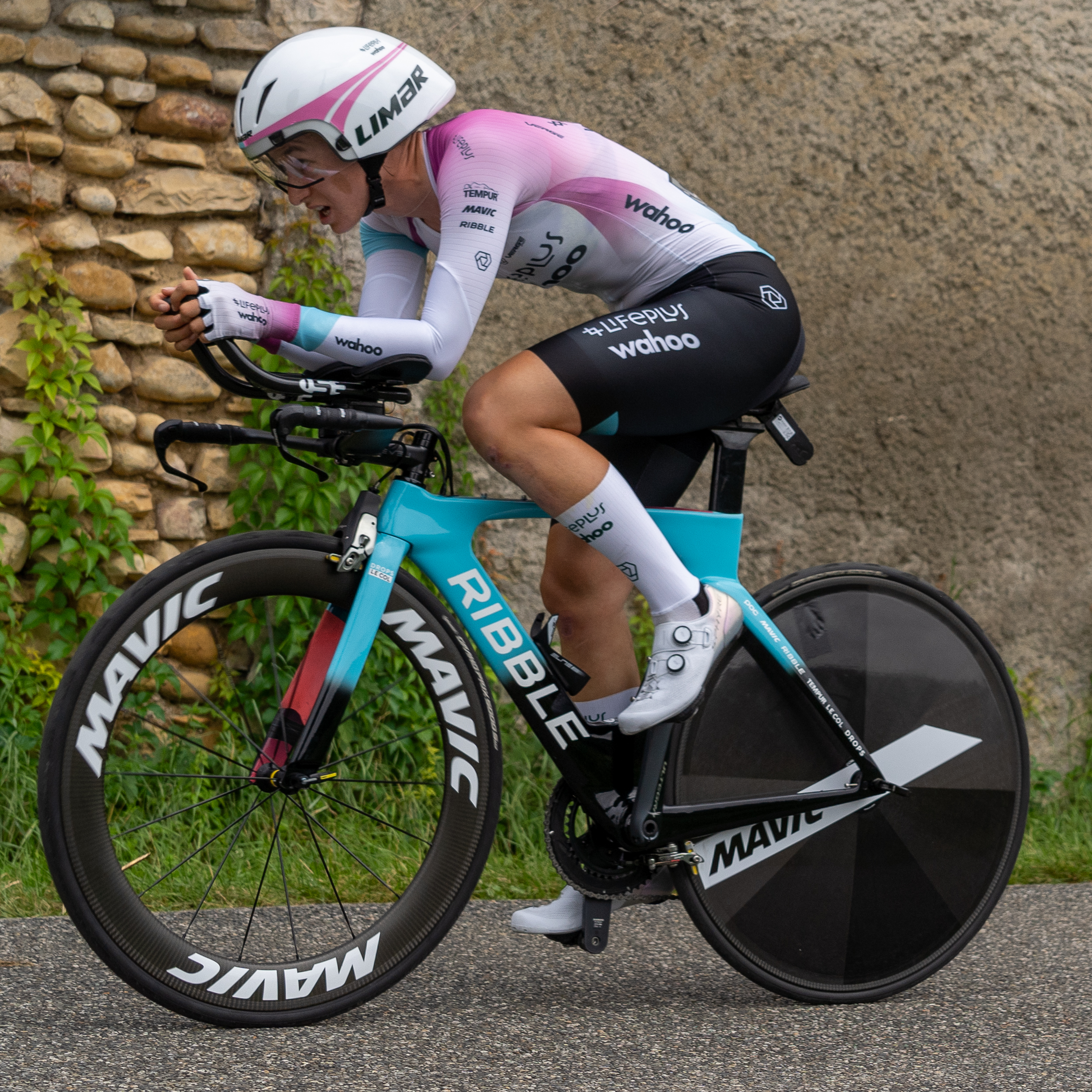
Tijdens de tijdrit in de Tour de France 2023

2024
1e etappe (TTT) Princess Anna Vasa Tour

## Resultaten in voornaamste wedstrijden
| Jaar | Ronde van Italië | Ronde van Frankrijk | Ronde van Spanje |
| ---- | ---------------- | ------------------- | ---------------- |
| 2020 |                  |                     |                  |
| 2021 |                  |                     |                  |
| 2022 |                  | opgave              |                  |
| 2023 |                  | 110e                |                  |
| 2024 |                  |                     |                  |
| 2025 |                  |                     |                  |

| Jaar | Gent-Wevelgem | Ronde van Vlaanderen | Parijs-Roubaix | Luik-Bast.‑Luik |
| ---- | ------------- | -------------------- | -------------- | --------------- |
| 2020 |               |                      |                | opgave          |
| 2021 |               |                      | 51e            |                 |
| 2022 |               |                      | 71e            |                 |
| 2023 | opgave        | 20e                  | 14e            |                 |
| 2024 | 56e           | 78e                  | 35e            |                 |
| 2025 | opgave        |                      | 68e            |                 |

## Ploegen
- 2020 –  Cronos-Casa Dorada (tot 30 mei)
- 2020 –  Valcar-Travel & Service (vanaf 10 juli)
- 2021 –  Valcar-Travel & Service
- 2022 –  Valcar-Travel & Service
- 2023 –  Lifeplus Wahoo
- 2024 –  Visma-Lease a Bike
- 2025 –  Visma-Lease a Bike

Grinczer (vanaf 1/7) · Harris · King · Laurance · Leech · Novolodskaya (tot 1/7) · Richardson · Rysz · Söderqvist · Tacey · Vigie · Van der Wolf · Wyllie
Achtereekte · van Agt · von Berswordt · van Empel · Geurts · Henderson · Markus · Nooijen · Oudeman · Reijnhout · Riedmann · Veenhoven · Vigie · Vos · de Vries (vanaf 4/6) · Wolff (stage vanaf 7/9)
Achtereekte · van Agt · von Berswordt · Bunel · Chladoňová · van Empel · Ferrand-Prévot · Fidanza · Geurts · Nooijen · Oudeman · Reijnhout · Riedmann · Veenhoven · Vigié · Vos · de Vries · Wolff